# Давіде Поссанціні
Давіде Поссанціні (італ. Davide Possanzini, нар. 9 лютого 1976, Лорето) — італійський футболіст, що грав на позиції нападника. По завершенні ігрової кар'єри — тренер.

## Клубна кар'єра
Народився 9 лютого 1976 року в місті Лорето. Вихованець футбольної школи клубу «Торіно». У дорослому футболі дебютував 1992 року виступами за аматорську команду «Реканатезе», в якій провів два сезони, взявши участь у 35 матчах чемпіонату.
1994 року повернувся до «Торіно», де виступав виключно за молодіжну команду, вигравши турнір Віареджо в 1995 році. Так і не пробившись до першої команди туринців, Поссанціні того ж року покинув клуб і виступав за нижчолігові «Лекко», «Варезе» та «Реджину». У складі останньої Поссанціні створив атакувальний дует з Фабіо Артіко, і 1999 року допоміг команді вперше у своїй історії вийти до вищого дивізіону країни. Давіде дебютував у Серії А 29 серпня 1999 року в поєдинку проти «Ювентуса» (1:1) і за півтора роки провів з командою 41 матч у елітному дивізіоні, забивши 4 голи.
В січні 2001 року Поссанціні перейшов до клубу Серії В «Сампдорія», ставши частиною трансферу по переходу Давіде Діоніджі у зворотному напрямку, де провів півтора роки, після чого пограв за інші команди другого італійського дивізіону «Катанія» та «АльбіноЛеффе».
У січні 2005 року нападник підписав контракт з вищоліговим «Палермо», але у команді не закріпився, зігравши до кінця сезону лише 2 гри чемпіонату через травму меніска, а вже в липні 2005 року Поссанціні повернувся до Серії В, ставши гравцем «Брешії», яка отримала гравця як частину оплати за перехід Андреа Караччоло. Давіде відіграв за клуб з Брешії наступні шість сезонів своєї ігрової кар'єри. Більшість часу, проведеного у складі «Брешії», був основним гравцем атакувальної ланки команди, а з сезону 2006/07 і капітаном команди. Наприкінці сезону 2009/10 років «Брешія» виграла фінал плей-оф за вихід до Серії А, обігравши «Торіно» 2:1, а Поссанціні забив 1 гол у тій грі. За підсумками наступного сезону команда Давіде посіла передостаннє місце елітного дивізіоні і знову вилетіла до Серії В, після чого нападник покинув клуб. Загалом за команду Поссанціні провів понад 200 ігор в усіх турнірах.
У другій половині 2011 року Поссанціні захищав кольори швейцарського клубу «Лугано», а завершив ігрову кар'єру у команді італійської Серії C1 «Кремонезе» 2012 року через проблеми із серцем.

## Кар'єра тренера
По завершенні кар'єри гравця Поссанціні повернувся до «Брешії», де працював тренером юнацьких та резервних команд.
2016 року увійшов до тренерського штабу Роберто Де Дзербі у «Фоджі», і в подальшому працював у штабі цього тренера у «Палермо», «Беневенто» та «Сассуоло». У червні 2021 року, після переходу Де Дзербі на роботу головного тренера до донецького «Шахтаря», Поссанціні також увійшов до тренерського штабу української команди. У травні 2022 року покинув клуб, після чого наступного місяця повернувся до «Брешії», де знову став працювати з юнаками.

## Статистика виступів

### Статистика клубних виступів
| Сезон                    | Команда                  | Чемпіонат                | Чемпіонат | Чемпіонат | Coppa nazionale | Coppa nazionale | Coppa nazionale | Єврокубки | Єврокубки | Єврокубки | Інші змагання | Інші змагання | Інші змагання | Усього | Усього |
| Сезон                    | Команда                  | Ліга                     | Ігор      | Голів     | Ліга            | Ігор            | Голів           | Ліга      | Ігор      | Голів     | Ліга          | Ігор          | Голів         | Ігор   | Голів  |
| ------------------------ | ------------------------ | ------------------------ | --------- | --------- | --------------- | --------------- | --------------- | --------- | --------- | --------- | ------------- | ------------- | ------------- | ------ | ------ |
| 1992–93                  | «Реканатезе»             | Д (V)                    | 4         | 0         | КІ-Д            | 0               | 0               | -         | -         | -         | -             | -             | -             | 4      | 0      |
| 1993–94                  | «Реканатезе»             | Д (V)                    | 31        | 4         | КІ-Д            | 0               | 0               | -         | -         | -         | -             | -             | -             | 31     | 4      |
| Усього за «Реканатезе»   | Усього за «Реканатезе»   | Усього за «Реканатезе»   | 35        | 4         |                 | 0               | 0               |           | -         | -         |               | -             | -             | 35     | 4      |
| 1994–95                  | «Торіно»                 | A                        | 0         | 0         | КІ              | 0               | 0               | -         | -         | -         | -             | -             | -             | 0      | 0      |
| 1995–96                  | «Лекко»                  | C2 (IV)                  | 32        | 5         | КІ-C            | 0               | 0               | -         | -         | -         | -             | -             | -             | 32     | 5      |
| 1996–97                  | «Варезе»                 | C2 (IV)                  | 31        | 9         | КІ-C            | 0               | 0               | -         | -         | -         | -             | -             | -             | 31     | 9      |
| 1997–98                  | «Варезе»                 | C2 (IV)                  | 30        | 9         | КІ-C            | 0               | 0               | -         | -         | -         | -             | -             | -             | 30     | 9      |
| серп.-вер. 1998          | «Варезе»                 | C1 (ІІІ)                 | 2         | 0         | КІ-C            | 0               | 0               | -         | -         | -         | -             | -             | -             | 2      | 0      |
| Усього за «Варезе»       | Усього за «Варезе»       | Усього за «Варезе»       | 63        | 18        |                 | 0               | 0               |           | -         | -         |               | -             | -             | 63     | 18     |
| вер. 1998–99             | «Реджина»                | B (ІІ)                   | 32        | 9         | КІ              | 1               | 0               | -         | -         | -         | -             | -             | -             | 33     | 9      |
| 1999–00                  | «Реджина»                | A                        | 31        | 3         | КІ              | 8               | 2               | -         | -         | -         | -             | -             | -             | 39     | 5      |
| 2000-січ. 2001           | «Реджина»                | A                        | 10        | 1         | КІ              | 2               | 0               | -         | -         | -         | -             | -             | -             | 12     | 1      |
| Усього за «Реджину»      | Усього за «Реджину»      | Усього за «Реджину»      | 73        | 13        |                 | 11              | 2               |           | -         | -         |               | -             | -             | 84     | 15     |
| січ.-черв. 2001          | «Сампдорія»              | B (ІІ)                   | 17        | 4         | КІ              | -               | -               | -         | -         | -         | -             | -             | -             | 17     | 4      |
| 2001–02                  | «Сампдорія»              | B (ІІ)                   | 33        | 2         | КІ              | 7               | 1               | -         | -         | -         | -             | -             | -             | 40     | 3      |
| Усього за «Сампдорію»    | Усього за «Сампдорію»    | Усього за «Сампдорію»    | 50        | 6         |                 | 7               | 1               |           | -         | -         |               | -             | -             | 57     | 7      |
| 2002–03                  | «Катанія»                | B (ІІ)                   | 31        | 3         | КІ              | 0               | 0               | -         | -         | -         | -             | -             | -             | 31     | 3      |
| 2003–04                  | «АльбіноЛеффе»           | B (ІІ)                   | 32        | 12        | КІ              | 1               | 0               | -         | -         | -         | -             | -             | -             | 32     | 12     |
| 2004-січ. 2005           | «АльбіноЛеффе»           | B (ІІ)                   | 20        | 7         | КІ              | 3               | 0               | -         | -         | -         | -             | -             | -             | 23     | 7      |
| Усього за «АльбіноЛеффе» | Усього за «АльбіноЛеффе» | Усього за «АльбіноЛеффе» | 52        | 19        |                 | 4               | 0               |           | -         | -         |               | -             | -             | 56     | 19     |
| січ.-черв. 2005          | «Палермо»                | A                        | 2         | 0         | КІ              | -               | -               | -         | -         | -         | -             | -             | -             | 2      | 0      |
| 2005–06                  | «Брешія»                 | B (ІІ)                   | 38        | 11        | КІ              | 4               | 2               | -         | -         | -         | -             | -             | -             | 42     | 13     |
| 2006–07                  | «Брешія»                 | B (ІІ)                   | 39        | 13        | КІ              | 3               | 1               | -         | -         | -         | -             | -             | -             | 42     | 14     |
| 2007–08                  | «Брешія»                 | B (ІІ)                   | 34        | 16        | КІ              | 1               | 1               | -         | -         | -         | -             | -             | -             | 35     | 17     |
| 2008–09                  | «Брешія»                 | B (ІІ)                   | 23+4      | 8         | КІ              | 2               | 1               | -         | -         | -         | -             | -             | -             | 29     | 9      |
| 2009–10                  | «Брешія»                 | B (ІІ)                   | 39+4      | 10+1      | КІ              | 2               | 0               | -         | -         | -         | -             | -             | -             | 45     | 11     |
| 2010–11                  | «Брешія»                 | A                        | 17        | 0         | КІ              | 2               | 0               | -         | -         | -         | -             | -             | -             | 19     | 0      |
| Усього за «Брешію»       | Усього за «Брешію»       | Усього за «Брешію»       | 190+8     | 58+1      |                 | 14              | 5               |           | -         | -         |               | -             | -             | 212    | 64     |
| серп.-лис. 2011          | «Лугано»                 | ЧЛ (ІІ)                  | 9         | 2         | КШ              | 0               | 0               | -         | -         | -         | -             | -             | -             | 9      | 2      |
| січ.-черв. 2012          | «Кремонезе»              | ПД (ІІІ)                 | 11+1      | 6         | КІ-ЛП           | -               | -               | -         | -         | -         | -             | -             | -             | 12     | 6      |
| Усього за кар'єру        | Усього за кар'єру        | Усього за кар'єру        | 548+9     | 134+1     |                 | 36              | 8               |           |           |           |               |               |               | 593    | 143    |